# 以色列在歐洲青少年歌唱大賽之歷年表現
以色列在歐洲青少年歌唱大賽的參賽歷史始於在荷蘭阿姆斯特丹舉辦的2012年第十屆歐洲青少年歌唱大賽，到2018年最近一次參賽為止已參加了3次大賽。歐洲廣播聯盟（EBU）前正式會員以色列廣播局（IBA）負責該國在2012年和2016年的選拔與參賽事宜，在2018年時則換由以色列公共廣播公司（IPBC）負責。

## 歷史
2012年7月10日，IBA宣布他們將於2012年12月1日在荷蘭阿姆斯特丹舉行的2012年歐洲青少年歌唱大賽上首次亮相。IBA內部挑選出了六人組成Kids.il和歌曲〈讓音樂贏吧〉參賽，最終以68分排名第8名，為以色列至今最好的成績。在這之前，以色列在2004年和2008年都曾表示有意願參加大賽，但並沒有公開表示意願變化的原因和細節。
2013年10月21日，IBA宣布退出2013年的大賽，但沒有公佈任何細節來說明他們退出的原因。以色列會繼續缺席2014年和2015年的大賽，直到以色列在2015年和2016年的成人版大賽成功打破連年的晉級失敗紀錄，IBA才表示有意願回歸參加2016年歐洲青少年歌唱大賽，EBU之後在2016年9月28日正式確認以色列的參與。2018年7月25日，以色列宣布將重返2018年的大賽，因為大賽規則發生了變化，允許超過18個國家參加。由於贏得了當年的成人版大賽，還尚未獲得EBU正式會員的IPBC（取代IBA的新廣播公司，當時還在等待正式會員申請通過）獲得了主辦方白俄羅斯國家電視廣播公司（BTRC）和EBU的特殊待遇，確保以色列能繼續參賽。

## 參賽者
以下是代表以色列參加大賽的所有選手與歌曲的列表，其中文名稱皆非官方中譯：
| 年份          | 參賽選手                                                                                 | 歌曲                                     | 語言                       | 排名     | 得分     |
| ------------- | ---------------------------------------------------------------------------------------- | ---------------------------------------- | -------------------------- | -------- | -------- |
| 2012年        | Kids.il                                                                                  | 〈讓音樂贏吧〉 〈Let the Music Win〉     | 希伯来语、英語、法語、俄語 | 8        | 68       |
| 2013年–2015年 | 沒有參賽                                                                                 | 沒有參賽                                 | 沒有參賽                   | 沒有參賽 | 沒有參賽 |
| 2016年        | 希拉·弗里曼和提莫提·桑尼科夫 Shira Frieman & TimoTi Sannikov / שירה פרימן וטימוטי סניקוב | 〈跟隨我的心〉 〈Follow My Heart〉       | 希伯來語、英語             | 15       | 27       |
| 2017年        | 沒有參賽                                                                                 | 沒有參賽                                 | 沒有參賽                   | 沒有參賽 | 沒有參賽 |
| 2018年        | 諾姆·達頓 Noam Dadon / נועם דדון                                                         | 〈像這樣的孩子〉 〈Children Like These〉 | 希伯來語                   | 14       | 81       |
| 2019年–2024年 | 沒有參賽                                                                                 | 沒有參賽                                 | 沒有參賽                   | 沒有參賽 | 沒有參賽 |

### 選手相片集

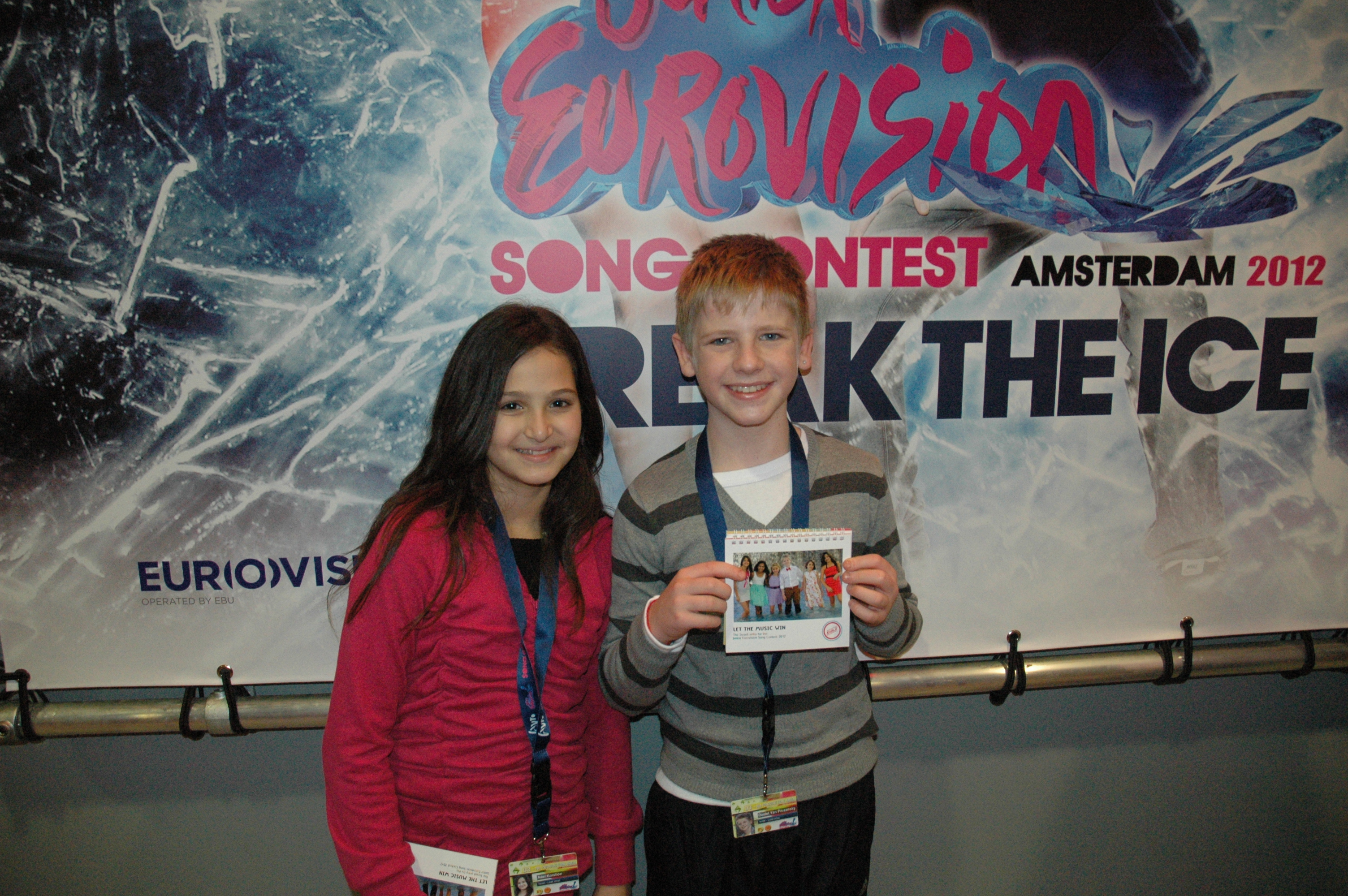
Kids.il的兩個成員在阿姆斯特丹（2012）
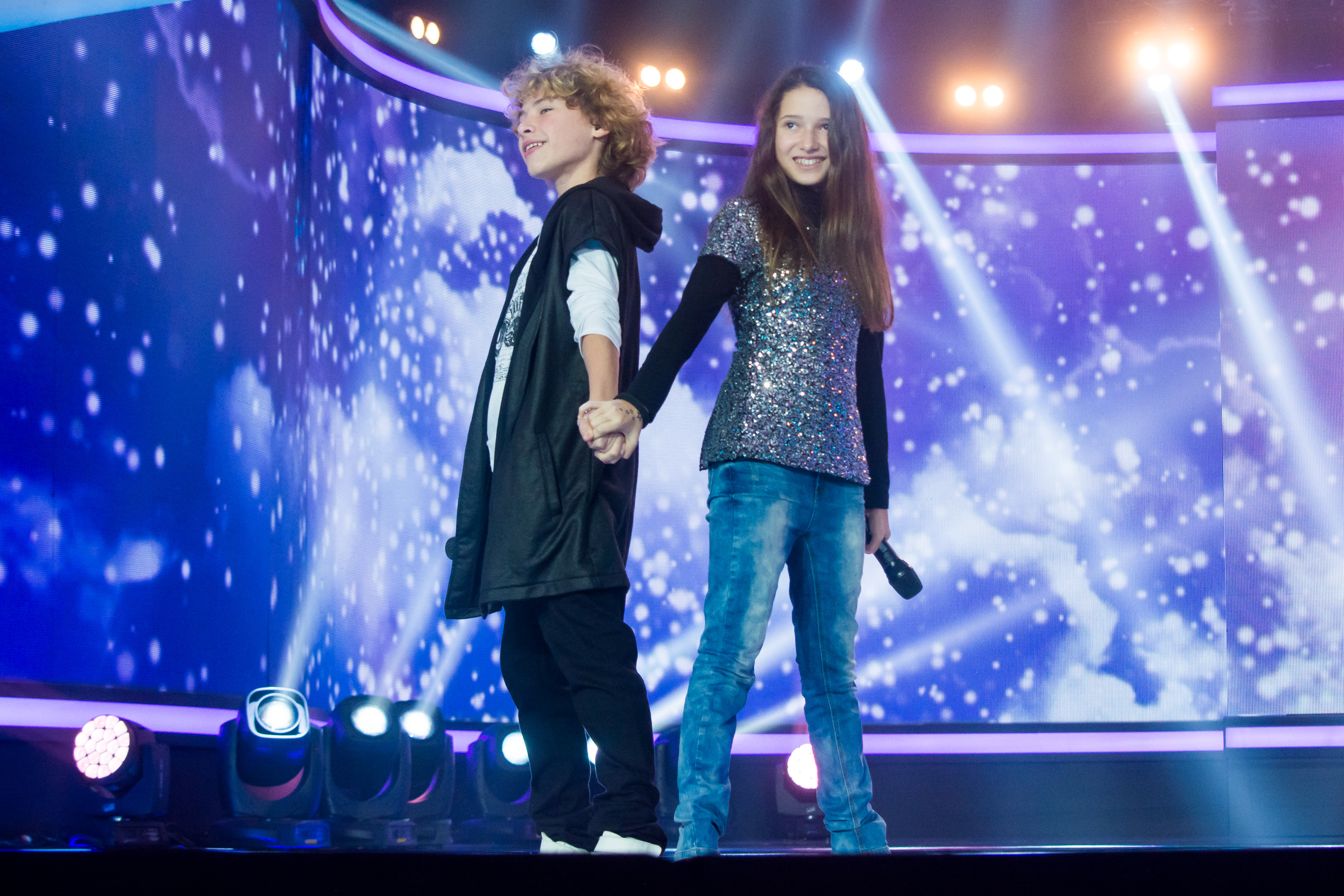
希拉·弗里曼和提莫提·桑尼科夫在瓦萊塔（2016）
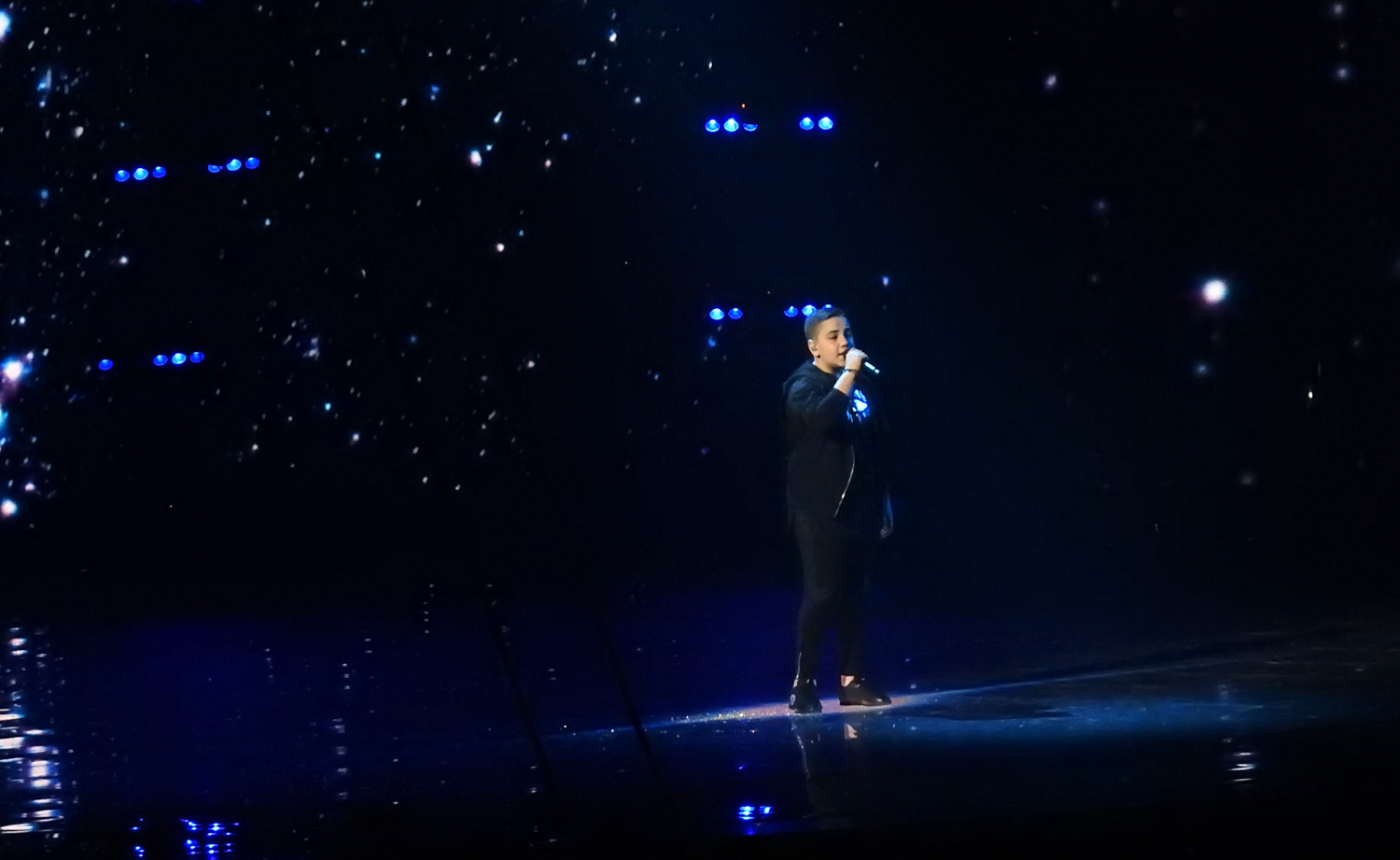
諾姆·達頓在明斯克（2018）

## 評論員與唱票員
大賽透過官方網站junioreurovision.tv和YouTube在網路上向全世界進行轉播。2015年大賽在官網上的轉播甚至有官網總編路克·費雪（Luke Fisher）和保加利亞2011年歐洲青少年歌唱大賽代表伊凡·伊萬諾夫以英語擔任評論員。IBA在2012年和2016年參賽時從沒有派出自己的評論員，兩次都只派出一位唱票員來宣讀以色列的給分。下表列出自2012年以色列的評論員與唱票員。
| 年份          | 評論員                     | 唱票員                                 | 資料   |
| ------------- | -------------------------- | -------------------------------------- | ------ |
| 2005年        | 無評論員                   | 沒有參賽                               | [ 11 ] |
| 2006年        | 無評論員                   | 沒有參賽                               | [ 11 ] |
| 2007年        | 無評論員                   | 沒有參賽                               | [ 11 ] |
| 2008年–2011年 | 沒有轉播                   | 沒有參賽                               |        |
| 2012年        | 無評論員                   | 馬揚·阿洛尼                            | [ 12 ] |
| 2013年–2015年 | 沒有轉播                   | 沒有參賽                               |        |
| 2016年        | 無評論員                   | 伊泰·利莫爾（Itay Limor / איתי לימור） |        |
| 2017年        | 無評論員                   | 沒有參賽                               | [ 13 ] |
| 2018年        | 杜杜·艾雷茲和阿爾瑪·佐哈爾 | 愛狄（Adi / עדי）                      |        |
| 2019年–2024年 | 沒有轉播                   | 沒有參賽                               |        |

## 註記和參考資料

### 註記
1. ↑  2007年12月7日播出。
2. ↑  2007年12月8日播出。